# Glöckner (Berg)
Der Glöckner, ursprünglich wohl Klöckler genannt, ist ein Berg mit zwei Felskuppen und umgebenden Blockmeeren sowie ein beliebter Aussichtspunkt am Rennsteig im Wartburgkreis im Thüringer Wald.
In der Nähe der 702,5 m ü. NHN hohen Felsengruppe befinden sich mehrere Inschriften und Denkmale:
- das Denkmal der Ruhlaer Forstlehranstalt – ursprünglich wohl nur eine banale Inschrift als Datierung einer Versuchspflanzung „1813 wurde hier gepflanzt gedacht“ – wurde um Initialen einiger Schüler erweitert und befindet sich an der östlichen Erhebung
- dem Gründer dieser Ruhlaer Forstschule, Oberforstrat Gottlob König, wurde mit einem Felsensitz auf der westlichen Erhebung – dem „Königsitz“  Ehre erwiesen
- Die Inschrift „1813 wurde hier gepflanzt“ wurde vermutlich schon von den Forstschülern um dem Zusatz „für 1871“ ergänzt. Um den Bezug der beiden Jahreszahlen zueinander wurde viel gerätselt und gemutmaßt. Mit "patriotischen Gefühlen" nach der Reichseinigung können sie nicht in Verbindung gebracht werden, da die Ergänzung schon 1830 von Julius von Plänckner und 1858 von Carl Grebe erwähnt wird.
- auf Bitten der Witwe des im Nachbarort Marienthal verstorbenen Pädagogen Friedrich Fröbel wurde bereits in den 1860er Jahren dessen Name auf einem Granitstein eingemeisselt
- eine Namensliste für die im Ersten Weltkrieg gefallenen Rennsteigvereinsmitglieder und für Ludwig Hertel, der bereits 1910 verstorbenen Gründer der Ruhlaer Vereinssektion, wurde an der westlichen Felsgruppe eingemeißelt
- Ein weiterer Granitstein trägt den Namen der Rennsteigforscherin  Elisabeth Streller (1879–1939)

Nachdem der südliche Hang um den Berggipfel seit der DDR-Zeit von dichtem Fichtenwald bedeckt war, hinterließ Anfang 2007 der Orkan Kyrill einen großflächigen Flurschaden. 

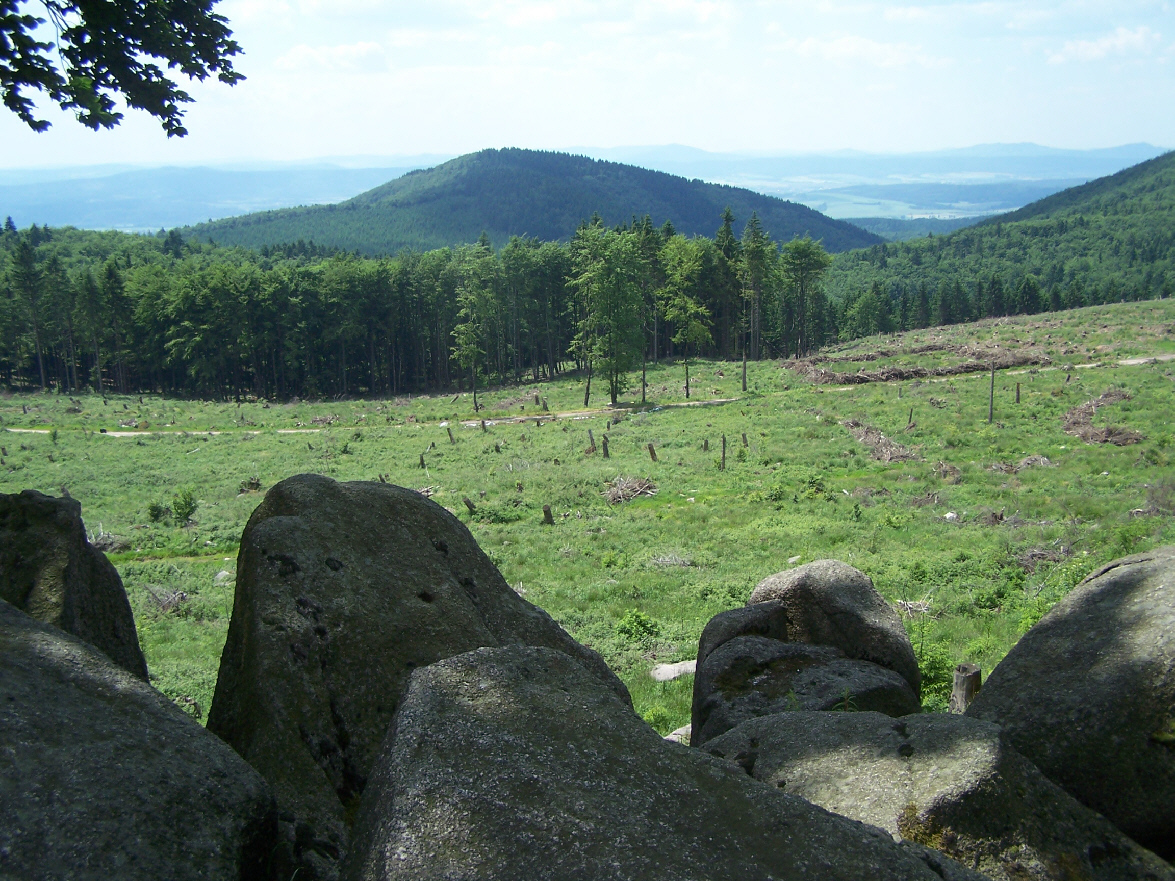
Orkanbedingter Kahlschlag am Glöckner

## Karten
- Topographische Karte 1:25 000: TK25 W - Ruhla und Umgebung. Thüringer Landesamt für Vermessung und Geoinformation, ISBN 3-86140-736-1.
- Wanderkarte "grünes Herz" 1:30.000, ISBN 3-929993-44-9.
- J. v. Plänckner: Der Thüringer Wald. Gotha 1830.
- C. Grebe: Die Lehrforste der Eisenacher Forstschule… Eisenach 1858.